# Гранічна (Нижньосілезьке воєводство)
Гранічна (пол. Graniczna, нім. Streit) — село в Польщі, у гміні Стшегом Свідницького повіту Нижньосілезького воєводства.
Населення — 146 осіб (2011).
У 1975-1998 роках село належало до Валбжиського воєводства.

## Демографія
Демографічна структура станом на 31 березня 2011 року:
|          | Загалом | Допрацездатний вік | Працездатний вік | Постпрацездатний вік |
| -------- | ------- | ------------------ | ---------------- | -------------------- |
| Чоловіки | 67      | 12                 | 52               | 3                    |
| Жінки    | 79      | 12                 | 51               | 16                   |
| Разом    | 146     | 24                 | 103              | 19                   |